# Герб Петропавлівської Борщагівки
Герб Петропавлівської Борщагівки — офіційний геральдичний символ села в передмісті Києва Петропавлівської Борщагівки. Герб є промовистим.

## Опис
На гербі, що є лазуровим щитом, зображені святі Петро і Павло. Між ними зображено срібну церкву з золотими куполами й зеленим дахом, під нею — срібні терези. Щит облямований вінцем з овочів та колосків. Під щитом — червона стрічка з золотим написом «Петропавлівська Борщагівка». Над щитом червоним кольором написано рік заснування села — 1497.